# Aus dem Leben eines Taugenichts (Film)
Aus dem Leben eines Taugenichts ist eine deutsche Literaturverfilmung der DEFA von Celino Bleiweiß aus dem Jahr 1973. Sie beruht auf Motiven der Novelle Aus dem Leben eines Taugenichts von Joseph von Eichendorff.

## Handlung
Da er nur im Gras liegt und dem Müller nicht bei der Arbeit hilft, wird ein junger Mann als Taugenichts beschimpft und vom Müller vom Hof gejagt. Der Taugenichts nimmt sein Bündel und seine Geige und zieht in die Welt. Unterwegs trifft er auf einen Hund, den er Bam nennt und der sein treuer Begleiter wird. Während seiner Wanderschaft überholt den Taugenichts die Kutsche der Gräfin und ihrer Begleitung. Der Taugenichts spielt ihnen vor und wird auf das gräfliche Schloss eingeladen. Hier wohnt und dichtet er, soll für seinen Lohn jedoch Gartenarbeit verrichten. Doch schon bald reizt ihn dieses Leben nicht mehr, und obwohl er sich in die Begleitung der Gräfin verliebt, die er ebenfalls für eine Gräfin hält, verlässt er das Schloss. Die Gräfin kann ihn zwar noch kurz als Zolleintreiber anstellen, aber auch hier hält es der Taugenichts nur kurz aus und zieht schließlich weiter.
Er kommt in ein Dorf, in dem er aufspielt und kurz mit einer Frau flirtet, doch findet er kein Obdach und will im Wald übernachten. Hier überraschen ihn zwei Reiter, die er nach Italien begleiten soll. Die zwei Männer sind in Wirklichkeit Mann und Frau und lassen den Taugenichts in Italien allein. In einer Kutsche wird er entführt und landet schließlich beim Räuberhauptmann Rinaldini, für den er sogar eine überfallene Kutsche zum Stehen bringt. Zwar bietet ihm Rinaldini seinen Posten als Räuberhauptmann an, doch entsteigt der Kutsche eine Dienerin, die der Taugenichts bereits vom gräflichen Schloss her kennt. Sie eröffnet ihm, dass die Begleiterin der Gräfin den Taugenichts stets geliebt und ihm hinterhergetrauert habe, als er gegangen sei. Umgehend reitet der Taugenichts zum Schloss zurück und kann nach kurzer Irritation seine Geliebte in die Arme schließen. Die ist keine Gräfin, sondern die Nichte des Portiers, so dass der standesgemäßen Beziehung nichts mehr im Wege steht.

## Produktion

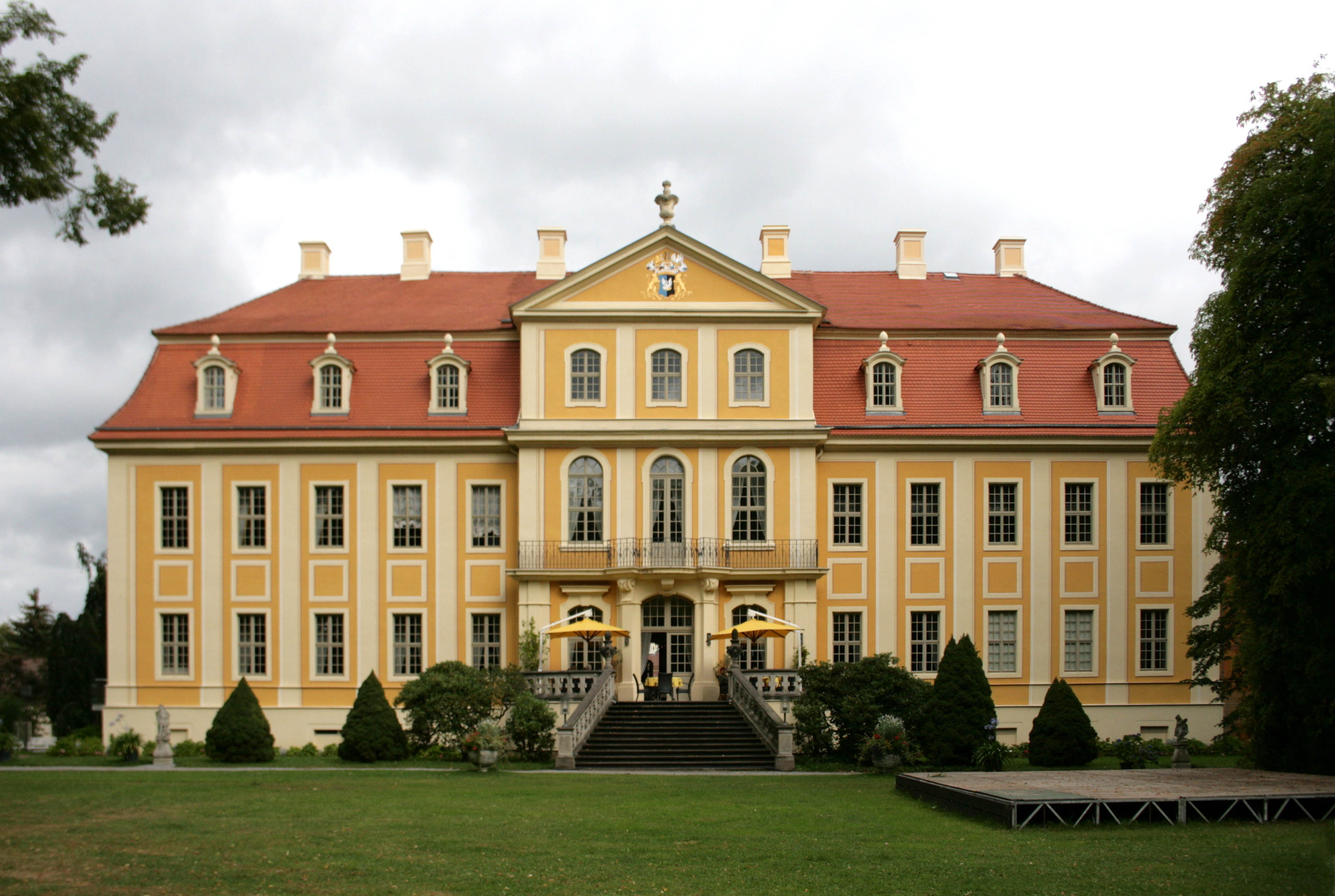
Das Barockschloss Rammenau, im Film das gräfliche Schloss

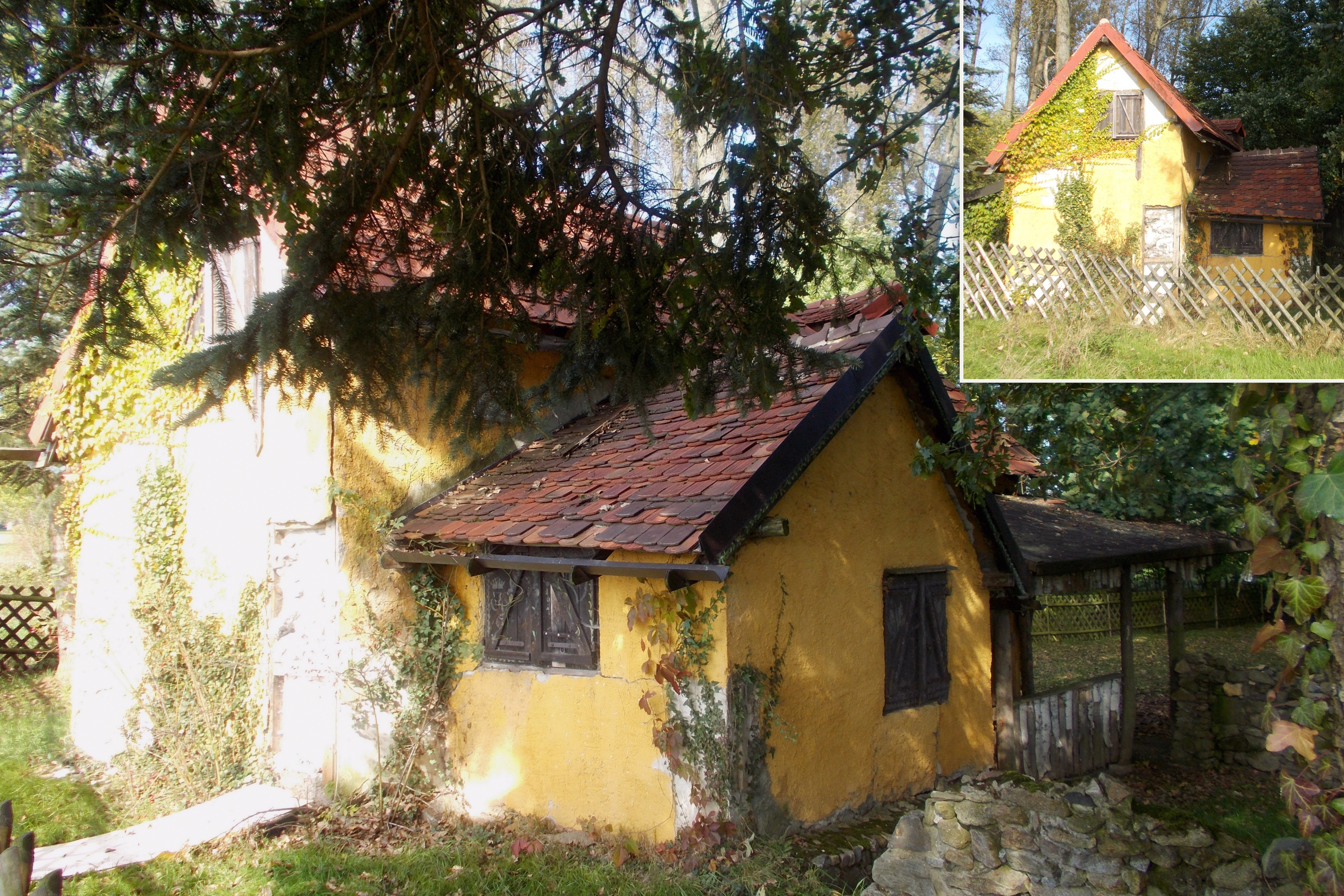
Das „Zollhäuschen“ 2014

Aus dem Leben eines Taugenichts wurde unter anderem im und um das Barockschloss Rammenau gedreht, das im Film das gräfliche Schloss darstellt. Das damals eigens für die Dreharbeiten errichtete Zollhäuschen steht noch heute im Schlosspark. Der Film erlebte am 10. Mai 1973 im Berliner Kosmos seine Premiere.
Der Film war die erste DEFA-Produktion, in der der Amerikaner Dean Reed mitspielte. Hannelore Elsner übernahm im Film die Rolle der Gräfin und war seit dem Bau der Berliner Mauer der erste bundesdeutsche Filmstar, der in einem DEFA-Film eine Hauptrolle übernahm. Ina Bleiweiß, die Tochter des Regisseurs, war in einer Kinderrolle zu sehen.
Die in Polen sehr bekannte Schauspielerin Anna Dymna spielt hier (noch unter ihrem Mädchennamen „Dziadyk“) eine ihrer ersten größeren Rollen.

## Synchronisation
| Rolle         | Darsteller        | Synchronsprecher    |
| ------------- | ----------------- | ------------------- |
| Taugenichts   | Dean Reed         | Peter Reusse        |
| Die 1. Schöne | Anna Dziadyk      | Eva-Maria Hagen     |
| Kleiner Mann  | Gheorge Gíma      | Enrico Migliore     |
| Alte          | Marieta Rares     | Rosemarie Herzog    |
| Student       | Mircea Breazu     | Lamberto Guerzani   |
| Alter         | Nicolae Secáreanu | Ettore Gaipa        |
| Prinzessin    | Aimée Iacobescu   | Ingrid Rentsch      |
| Einbeiniger   | Paul Sbrentea     | Nico Turoff         |
| Postmeister   | Dinú Vsile        | Walter Wickenhauser |

## Kritik
Die zeitgenössische Kritik bemängelte, dass sich der Film zu sehr „auf die Wirkung des (schönen) Bilds, auf die – erwartete – Ausstrahlung eines Dean Reed“ verlasse, dabei jedoch auf eine tiefergehende Charakterisierung des Taugenichts verzichte.
Das Lexikon des internationalen Films bezeichnete den Film als „[d]ramaturgisch unbeholfen, schauspielerisch teilweise unter dem Durchschnitt“ und ein Werk „ohne Gespür für die Atmosphäre und den Sinngehalt der Vorlage.“